# My Dinner with Adolf
«My Dinner with Adolf» («Mi cena con Adolf») es un ensayo satírico del comediante estadounidense Larry David que fue publicado en la sección de opinión de The New York Times en 2025. El ensayo, escrito en primera persona, se desarrolla en 1939 y cuenta la historia de un hombre que cena con Adolf Hitler a pesar de ser un crítico abierto de él. El ensayo fue visto como un repudio al comediante Bill Maher, un crítico abierto de Trump que de manera similar cenó con Donald Trump.

## Antecedentes
El 31 de marzo de 2025, el comediante Bill Maher cenó con Donald Trump, Dana White y Kid Rock en la Casa Blanca. La cena fue organizada por Kid Rock, quien es aliado de Trump. Maher explicó en el episodio del 23 de marzo de 2025 de su pódcast, Club Random, que Kid Rock organizó la reunión después de aparecer en Club Random y en el programa de Maher Real Time with Bill Maher a principios de año.
En el episodio del 11 de abril de 2025 de Real Time, Maher relató su experiencia y elogió a Trump como «amable y mesurado». La cena de Maher con Trump fue criticada por Keith Olbermann y León Krauze. En un artículo de opinión en The Washington Post, Krauze comparó los comentarios de Maher con elogios similares dados a figuras autoritarias como Fidel Castro, Iósif Stalin y Mao Zedong.

## Sinopsis
En la primavera de 1939, el narrador recibe una invitación para cenar con Adolf Hitler en la Antigua Cancillería. Aunque es un crítico abierto de Hitler, el narrador acepta la invitación, a pesar de las objeciones de sus propios partidarios.
Dos semanas después, el narrador llega a la Antigua Cancillería, donde se une a Heinrich Himmler, Hermann Göring, Leni Riefenstahl y Eduardo, duque de Windsor. Cuando Hitler entra en la habitación, el narrador se sorprende por su comportamiento amistoso. Durante la cena, el narrador queda impresionado por el sentido del humor de Hitler; el Führer hace una broma burlona a costa de Göring sobre matar judíos, gitanos y homosexuales. A lo largo de la comida, Hitler mantiene una conversación personal y cotidiana con el narrador; por ejemplo, le pregunta sobre su reciente ruptura y le ofrece consejos.
Después de la cena, Hitler y el narrador reconocen sus diferencias políticas pero optan por permanecer cordiales. El narrador le hace el saludo nazi a Hitler y se va.

## Análisis
Aunque el ensayo nunca menciona a Maher ni a Trump por su nombre, varios medios informaron que el artículo de opinión era una sátira de la cena de Maher con Trump y sus posteriores elogios hacia él.
Patrick Healy, editor adjunto de opinión de The New York Times, confirmó esto en un artículo complementario que fue publicado en el Times. Dijo que si bien el periódico mantiene estrictos estándares editoriales para la sátira, especialmente respecto de las referencias nazis, el ensayo de David fue aceptado porque comentaba sobre la tendencia humana más amplia a malinterpretar interacciones personales limitadas como reflejos significativos del carácter. Healy enfatizó que David no estaba comparando a Trump con Hitler, sino ilustrando el peligro de confundir la civilidad superficial con la decencia moral.

## Reacciones
El representante Jared Huffman compartió el ensayo y opinó en Twitter que era una lectura necesaria para quienes, incluido Maher, creen que «normalizar y humanizar a Trump es una buena idea». Scott Jennings criticó el ensayo en CNN, calificándolo de esfuerzo para intimidar a los comediantes y a otros de la izquierda para que no interactúen con Trump en el futuro.

### Bill Maher

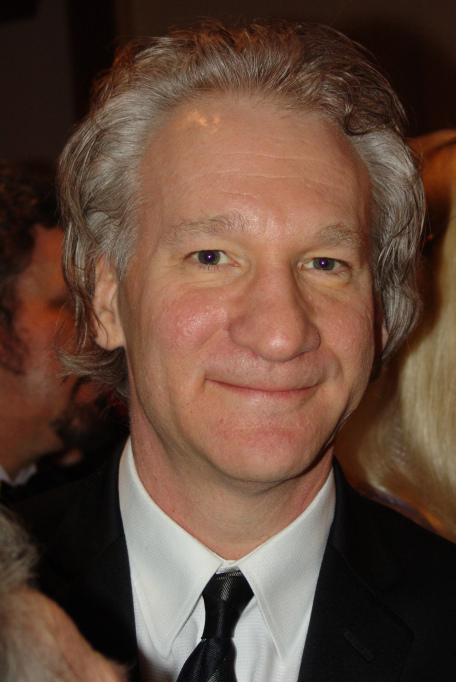
Bill Maher en 2019.

La pieza provocó duras críticas por parte de Maher. En una entrevista en Piers Morgan Uncensored el 24 de abril de 2025, Maher calificó el ensayo de «un insulto a 6 millones de judíos muertos», argumentando que invocar a Hitler en este contexto era inapropiado e incendiario. Maher afirmó: «En el momento en que juegas la carta de 'Hitler', pierdes la discusión», y defendió su reunión con Trump como un informe honesto de sus impresiones personales sin abandonar sus críticas políticas.
Maher también dijo: «Nadie ha sido más duro y profético, debo decir, sobre Donald Trump que yo. No necesito que me den sermones sobre quién es Donald Trump. El simple hecho de haberlo conocido en persona no cambió eso. El hecho de que informara honestamente tampoco es un pecado». Maher también confirmó que él y David no habían hablado desde la publicación del ensayo, pero dejó abierta la posibilidad de una reconciliación.